# György Faludy
György Faludy (22 de setembro de 1910, Budapeste - 1º de setembro de 2006, Budapeste), às vezes anglicizado como George Faludy, era um poeta, escritor e tradutor nascido na Hungria.

## Vida

### Viagens, vicissitudes e memórias nascidas deles
Faludy completou seus estudos no Fasori Evangélikus Gimnázium e estudou nas Universidades de Viena, Berlim e Graz. Durante esses tempos, ele desenvolveu visões liberalistas radicais, que manteve até os últimos dias de sua vida.
Em 1938, ele deixou a Hungria para Paris por causa de sua ascendência judaica e depois para os EUA. Durante a Segunda Guerra Mundial, serviu nas forças americanas. Ele voltou à Hungria em 1946. Em abril de 1947, ele estava entre um grupo[carece de fontes?] que destruiu uma estátua de Ottokár Prohászka em Budapeste, um bispo húngaro que é respeitado por muitos, mas que é frequentemente considerado anti-semita. Ele só admitiu sua participação quarenta anos depois.
Em 1949, ele foi condenado com acusações fictícias e foi enviado para o campo de trabalho de Recsk por três anos. Durante esse período, ele lecionou para outros prisioneiros literatura, história e filosofia. Após sua libertação, ele ganhou a vida com a tradução. Em 1956 (após a Revolução), ele escapou novamente para o Ocidente. Ele se estabeleceu em Londres e foi o editor de um jornal literário húngaro.
Foi durante sua estada em Londres que Faludy escreveu suas memórias, que logo foram traduzidas para o inglês, pelas quais ele ainda é mais conhecido fora da Hungria: My Happy Days in Hell (foi publicado apenas em sua língua nativa em 1987 e, desde então, em várias edições adicionais). Ele se mudou para Toronto em 1967 e viveu lá por vinte anos. Ele deu palestras no Canadá e nos EUA e foi o editor de jornais literários húngaros. Em 1976, ele recebeu uma cidadania canadense e, dois anos depois, foi eleito médico honorário da Universidade de Toronto, onde lecionava regularmente. Seus poemas foram publicados pelo The New York Resident em 1980 (veja abaixo com as outras coleções).
Em 1988, Faludy retornou à Hungria. Após a queda do comunismo, suas obras, que foram proibidas, confiscadas, destruídas e distribuídas como samizdat durante o período comunista, foram finalmente publicadas na Hungria. Novas coleções de poemas apareceram nos anos 90, e várias traduções também. Em 1994, ele recebeu o prêmio de maior prestígio na Hungria, o Prêmio Kossuth. Em 2000, ele publicou a sequência de My Happy Days in Hell: "After My Days in Hell" em húngaro (não há dados disponíveis sobre nenhuma tradução em inglês), sobre sua vida após o campo de trabalho. Nos anos que precederam sua morte, Faludy foi considerado não apenas como poeta, escritor e tradutor, mas também como uma lenda viva na Hungria.
Reconhecido por suas anedotas e por seus escritos, ele era um humor célebre cuja história de vida atraía as atenções de muitos autores estrangeiros. Além dos muitos autores europeus que visitaram Faludy, havia o autor canadense George Jonas que escreveu Munique, além do colunista e poeta/dramaturgo Rory Winston.

### Relacionamentos
A primeira esposa de Faludy foi Vali Ács. Sua segunda esposa, Zsuzsa Szegő, morreu em 1963. Eles tiveram um filho, Andrew, nascido em 1955. O neto de Faludy, Alexander Faludy, nascido em 1983, é um padre anglicano e um crítico do atual governo na Hungria.
Em 1963, Eric Johnson (1937–2004), um dançarino de balé dos EUA e mais tarde um poeta renomado na poesia latina contemporânea, leu o livro de memórias My Happy Days in Hell, encantou-se com o autor e viajou para a Hungria em busca de Faludy. Nessa época, ele começou a aprender húngaro e finalmente conversou com Faludy três anos depois, em Malta. Ele se tornou seu secretário, tradutor, co-autor e parceiro pelos próximos 36 anos. Em 2002, quando Faludy se casou novamente, Johnson partiu para Kathmandu, no Nepal, e morreu em fevereiro de 2004. Em 1984, enquanto morava em Toronto, Faludy se casou com Leonie Kalman (née Erenyi), uma amiga de longa data de Budapeste e Tânger, Marrocos, na prefeitura de Toronto. George e Leonie mantiveram suas residências separadas e não consumaram seu casamento, mas Leonie manteve o nome Faludy até sua morte em 2011 (em Fleet, Hants, Reino Unido), com 102 anos. Em 2002, Faludy casou-se com uma poeta de 26 anos, Fanny Kovács. Faludy publicou poemas escritos em conjunto com sua esposa.

### Um parque memorial em Toronto
Em 2006, um parque memorial foi construído em sua homenagem, projetado pelo arquiteto paisagista Scott Torrance, de frente para seu antigo apartamento na 25 St. Mary's Street. Foi iniciado pelo Toronto Legacy Project para comemorar as figuras culturais destacadas da cidade. Uma placa de bronze foi colocada no parque com seu retrato, feito pela escultora húngara Dora de Pedery-Hunt. Seu poema, Michelangelo's Last Prayer, escolhido pelo poeta, foi gravado na placa em inglês e em húngaro.

## Trabalhos
As traduções de Faludy das baladas de François Villon, e as reescritas ainda mais importantes (como ele admitiu várias vezes), trouxeram-lhe enorme popularidade em sua publicação inicial em 1934, e desde então foram publicadas cerca de quarenta vezes. Ele dificilmente poderia expressar essas idéias de qualquer outra maneira em seu tempo. Ele também escreveu vários volumes de poesia, alguns dos quais publicados em inglês. Seu outro sucesso notável foi My Happy Days in Hell (Pokolbéli víg napjaim), um livro de memórias publicado pela primeira vez em 1962, em tradução para o inglês, que também foi traduzido para francês e alemão, mas só apareceu no húngaro original muito mais tarde.

## Trabalhos publicados em inglês
- 1962: My Happy Days in Hell; reeditado 1985, ISBN 0-00-217461-8; 2003, ISBN 963-206-584-0
- 1966: City of Splintered Gods; traduzido por Flora Papastavrou
- 1970: Erasmus of Rotterdam. ISBN 0-413-26990-6; 1971, ISBN 0-8128-1444-4
- 1978: East and West: Selected Poems of George Faludy; editado por John Robert Colombo; com um perfil do poeta de Barbara Amiel. Toronto: Hounslow Press ISBN 0-88882-025-9
- 1983: George Faludy: Learn This Poem of Mine by Heart: sixty poems and one speech. ISBN 0-88882-060-7; editado por John Robert Colombo
- 1985: George Faludy: Selected Poems 1933-80 . ISBN 0-8203-0814-5, ISBN 0-8203-0809-9; editado por Robin Skelton
- 1987: Corpses, Brats, and Cricket Music: Hullák, kamaszok, tücsökzene: poems. ISBN 0-919758-29-0
- 1988: Notes From the Rainforest. ISBN 0-88882-104-2
- 2006: Dois para Faludy. ISBN 1-55246-718-X editado por John Robert Colombo

## Trabalhos publicados em húngaro
NB Bp. = Budapeste
- Jegyzetek az esőerdőből. Budapeste. 1991. Magyar Világ Kiadó, 208 p.
- Test és lélek. A világlíra 1400 gyöngyszeme. Műfordítások. Szerk.: Fóti Edit. III.: Kass János. Bp. 1988. Magyar Világ, 760 p.
- 200 szonett. Versek. Bp. 1990. Magyar Világ, 208 p.
- Erotikus versek. A világlíra 50 gyöngyszeme. Szerk.: Fóti Edit. III.: Karakas András. Bp. 1990. Magyar Világ, 72 p.
- Dobos az éjszakában. Válogatott versek. Szerk.: Fóti Edit. Bp. 1992. Magyar Világ, 320 p.
- Jegyzetek a kor margójára. Publicisztika. Bp. 1994. Magyar Világ, 206 p.
- 100 könnyű szonett. Bp. 1995. Magyar Világ, [lapszám nélkül].
- Versek. Összegyűjtött versek. Bp. 1995. Magyar Világ, 848 p., 2001. Magyar Világ Kiadó 943 p.
- Vitorlán Kekovába. Versek. Bp. 1998. Magyar Világ, 80 p.
- Pokolbeli víg napjaim. Visszaemlékezés.
  - Bp., 1987, AB Független K.
  - ISBN 963 7815 00 7 (Bp., 1989, Magyar Világ)
  - ISBN 963 9075 07 8 (Bp., 1998, Magyar Világ)
  - ISBN 963 9075 34 5 (Bp., 2005, cop. 1998, Magyar Világ)
  - ISBN 978 963 370 040 2 (Bp., 2015, Alexandra Könyvesház)
- Pokolbeli napjaim után. ISBN 963-9075-09-4.
- A Pokol tornácán. ISBN 963-369-945-2.
- Faludy tárlata: Limerickek. Glória Kiadó. 2001.
- A forradalom emlékezete (Faludy Zsuzsával közösen). ISBN 963-370-033-7
- Heirich Heine Válogatott versek Faludy György fordításában és Németország Faludy György átköltésében . Egy kötetben. Alexandra Kiadó. 2006.